# Śliwiec umbu
Śliwiec umbu (Spondias tuberosa) – gatunek drzewa z rodziny nanerczowatych. Pochodzi z północno-wschodniej Brazylii, gdzie rośnie w suchych lasach. Na korzeniach wykształca charakterystyczne bulwy gromadzące wodę i osiągające 20 cm średnicy. Soczyste owoce tego gatunku, po dojrzeniu z niemal ciekłym miąższem są bardzo słodkie i aromatyczne. Oceniane jako najsmaczniejsze wśród przedstawicieli rodzaju. 

## Morfologia
PokrójDrzewo dorastające do 6 m wysokości. Korona parasolowata, o średnicy do 15 m.
LiścieZłożone, naprzemianległe. Zrzuca liście w czasie suszy.
KwiatyBiałe, pachnące, miododajne, zebrane w wiechach o długości do 15 cm.
OwocOkrągły lub jajowaty pestkowiec o średnicy ok. 3 cm w kolorze zielonkawym.

## Zastosowanie
- Owoce, zwane w Brazylii umbú, są jadalne, spożywane w stanie naturalnym i wykorzystywane do sporządzania lodów, soków i popularnej umbuzady, napoju chłodzącego na bazie mleka. Na skalę przemysłową produkuje się butelkowane soki, galaretki, wino
- Liście są jadalne, spożywane w postaci sałatek.
- Bulwy o słodkim smaku, zwane batata-do-umbú znajdują zastosowanie w kuchni brazylijskiej do sporządzania deserów.
- Niektóre części rośliny wykorzystuje się w medycynie ludowej[7].